# Wolf Down
Wolf Down (Eigenschreibweise: WOLF x DOWN) war eine 2011 im Ruhrgebiet gegründete deutsche Hardcore-Punk-Band. Die Band löste sich Juli 2017 auf, nachdem zwei Bandmitglieder mit Vorwürfen der sexuellen Gewalt und Vergewaltigung konfrontiert worden waren.
Bis zu ihrer Auflösung hatte die Gruppe zwei Alben und drei EPs herausgebracht, wodurch sie einen großen Bekanntheitsgrad in der europäischen Hardcore-Szene erlangen konnte. Wolf Down tourten in ihrer aktiven Karriere mehrfach durch Europa.

## Geschichte

### Gründung
Gegründet wurde die Band Wolf Down Mitte des Jahres 2011 im Ruhrgebiet. Gründungsmitglieder sind Sängerin Larissa, Gitarrist Tommy, Bassist Merlin und Schlagzeuger Sven. Das erste Konzert spielte die Gruppe am 1. Juni 2011. Die Musiker spielten bereits vorher in verschiedenen Gruppen. Tommy war in der Gruppe Kontrapunkt und Endbringer aktiv, während Sven und Larissa bei Sink or Swim spielten. Merlin stieß zu den beiden Musikern bei Sink or Swim, um mit ihnen die letzten Shows der Band absolvieren zu können. Unmittelbar nach der Auflösung der Band Sink or Swim wurde Wolf Down ins Leben gerufen.
Bereits im Sommer des gleichen Jahres konnte die Gruppe erstmals im Rahmen einer kleineren internationalen Konzerttour Bühnenerfahrung sammeln. Die Konzerte fanden in der Schweiz, Italien und Frankreich statt. Auch konnte die Gruppe kurz nach der Gründung mit der Plattenfirma Catalyst Records eine Zusammenarbeit vertraglich vereinbaren. Noch im Jahr 2011 erschien mit MMXI die erste EP der Gruppe. Ein Jahr später folgte mit Renegade die zweite EP der Band. Die Gruppe sagte einen zuvor zugesagten Auftritt beim Edge Fest in den Niederlanden am 22. Oktober 2011 ab. Als Grund nannten die Musiker, dass der Veranstalter des Festivals, Thomas V. (bekannt als Terror Tom), ein ehemalig bekannter Neonazi sei.

„As it became apparent that the co-promoter of this year’s EDGE FEST in Best, NL and owner of the new clothing company Xlions roarX, „Terror Tom“, is the well-known neo-Nazi [Thomas V.], we’re NOT gonna play EDGE FEST on oct.22.“

Thomas V. gab in seinem Statement zwar zu, in der Vergangenheit in der rechten Szene aktiv gewesen zu sein, jedoch betrachtet er diese Zeit als einen Fehler. Er habe den rechten Flügel lange verlassen. Er kritisierte die Musiker für ihre Entscheidung, das Festival abgesagt zu haben, ohne mit ihm vorher über die Hintergründe seiner Vergangenheit gesprochen zu haben.
Eine Tournee durch Russland, welche 2012 stattfinden sollte, wurde abgesagt.

### DebütalbumStray from the Path
Im März und April 2013 spielten Wolf Down erneut in mehreren Staaten Europas als Co-Headliner von Demonwomb aus Österreich. Die Band spielte in der Schweiz, im Vereinigten Königreich, Frankreich, Belgien und Deutschland.
Mitte des Jahres 2013 erschien das Debütalbum Stray from the Path, welches äußerst positiv aufgenommen wurde und der Band einen enormen Bekanntheitsgrad in der Szene einbrachte, was zu Auftritten auf dem Fluff Fest in Tschechien und dem Ieper Hardcore Fest in Belgien führte. Inzwischen hatte die Gruppe Anfragen für Tourneen in Südamerika, Südostasien und Australien erhalten. Das brasilianische Independent-Label Seven Eight Life Recordings, sowie das Label Learn to Trust Records veröffentlichten das Debütalbum in Südamerika bzw. Südostasien. In Australien erschien das Album über Life Lair Regret Records. Das Album war zunächst nur als Vinyl-Schallplatte und als Download erschienen, eine CD-Version erschien erst ungefähr drei Monate nach der Veröffentlichung des Albums.
Zwischenzeitlich verließ Merlin die Gruppe, sodass Wolf Down keinen festen Bassisten mehr hatte. Der Posten wurde sporadisch von Lukas (Gone to Waste), Sandro (Demonwomb) und Pascal von Sundowning bei Konzertreisen besetzt. Als zweiten Gitarristen konnte die Gruppe Tobias in die Band integrieren. Zwischen dem 3. und 17. Januar 2014 spielten Wolf Down eine Europatournee mit der US-amerikanischen Band Benchpress. Diese führte durch das Vereinigte Königreich, Deutschland, Italien, Belgien, Ungarn, Österreich und Tschechien. Die Gruppe tourte auch durch Spanien und Portugal.
Zwischen dem 17. Mai 2014 und dem 1. Juni 2014 tourte die Gruppe erstmals durch Ostasien. Die Konzerte fanden in Japan, der Volksrepublik China, den Philippinen, Indonesien, Malaysia und Singapur statt. In Malaysia und Singapur wurde die Gruppe von der Hardcore-Band Overthrown unterstützt. Am 21. Juni 2014 spielte die Gruppe auf dem Summerblast Festival im Exzellenzhaus in Trier.
Im August 2014 gab die Band bekannt, dass Larissa die Gruppe verlassen habe, und man ab sofort einen Ersatz suche. Erste Auftritte im Herbst 2014 absolvierte die Band mit Dave am Mikrofon, der schließlich im Januar 2015 als fester Sänger der Band bestätigt wurde.

### EPLiberation, AlbumIncite & Conspireund Trennung
Im Mai 2015 veröffentlichte Wolf Down die erste EP mit Sänger Dave. Diese erhielt mit Torch Of Reason und Flames Of Discontent zwei neue Songs. Im August spielte die Band einige Supportkonzerte auf der Tour von Stick to Your Guns und The Story So Far. Auch während der Abschiedstour von Bane zwischen Oktober und Dezember 2015 spielten Wolf Down einige Konzerte in Deutschland, Belgien, den Niederlanden und Ungarn.
Incite & Conspire, das Nachfolgeralbum von Stray From The Path, erschien am 5. Februar 2016 auf End Hits Records und enthält elf Songs. Zusammen mit Stick To Your Guns, Stray From The Path und Counterparts gingen Wolf Down zwischen dem 4. und 27. Februar 2016 auf eine umfangreiche Europatour.

### Auflösung
Ende Juli wurde ein Gitarrist der Band in einem Blogpost von zwei Frauen beschuldigt, sie vergewaltigt und sexualisierte Gewalt gegen sie ausgeübt zu haben. Die Band nahm auf ihrer Facebook-Seite ausgiebig Stellung. Nachdem sich in der Folge die ehemalige Sängerin der Band öffentlich mit den Opfern solidarisierte und als Grund für ihren Ausstieg das sexistische Verhalten innerhalb der Band nannte, lösten sich Wolf Down auf.

## Name
Der Name „Wolf Down“ stammt aus der englischen Bezeichnung „to wolf down“, was übersetzt „gierig verschlucken“ bzw. „hastig verschlingen“ heißt. Für die Musiker steht der Name im Kontext zu dem Handeln des Menschen in der modernen Welt mit ihren fatalen Auswirkungen.

„Wir sehen in dem Namen einen Bezug auf menschliches Handeln in der modernen Welt mit seinen fatalen Auswirkungen. Blinder Konsum von Überfluss- und Wegwerfgesellschaften, die ohne jede Nachhaltigkeit und durch Dualismen konstruierte Naturbeherrschung die respektlose Zerstörung des Planeten Erde, mit der bewussten Ausbeutung und fortschreitenden Vernichtung all seiner Bewohner/innen, mit einem lässigen Achselzucken billigend in Kauf nehmen und somit letztlich ihr eigenes Grab schaufeln.“

Das „X“ im Bandnamen bedeutet, dass sich die Musiker teilweise oder gar gänzlich nach der Straight-Edge-Lebensweise richten. Zudem leben alle Musiker innerhalb der Gruppe vegan.

## Stil und Stellung

### Texte
Im Vergleich zur Vorgänger-Gruppe Sink or Swim, welche zum Großteil religionskritische Thematiken aufgriffen, lässt dieses bei Wolf x Down nach, da sich die Musiker allesamt als Atheisten verstehen. Allerdings gaben die Musiker an, dass sie weiterhin religionskritische Lieder verfassen wollen, da sie die Religion „nicht als Antwort, sondern als ein Teil des Problems“ betrachten.
In den Stücken geht es unter anderem auch um Herrschaftskritik, allerdings gaben 2014 zwei Mitglieder der Band ein Interview für Die Welt, welche zum Axel Springer Verlag gehört. Zudem versuchen die Musiker eigene Emotionen unterzubringen und über zwischenmenschliche, politische und sozialkritische Themen zu schreiben. Die Band will sich von anderen Straight-Edge-Bands abgrenzen, deren Liedtexte von dieser Lebensweise und veganen Lebensstilen handeln.

### Stellung zur nationalen Szene
Die Musiker von Wolf x Down sehen die deutsche Hardcore-Szene gespalten. Sie beschreiben, dass Fans im Ausland „dankbarer“ seien als im eigenen Land, wobei es auch in Deutschland, ihrer Meinung nach, „dankbare“ Fans gebe. Die Gruppe ist der Meinung, dass große Konzertagenturen sich inzwischen einen lukrativen Gewinn an der Hardcore-Szene ausmalen und die Kommerzialisierung der Szene weiter auf dem Vormarsch sei.

„Wie auch anderswo ist die HC-Szene geteilt, oder sagen wir ruhig gespalten, in einen "Mainstream"-Teil, von Leuten, die nur zu Großevents rennen und sich "cool anziehen", in einen Beatdown-Teil mit diversen Männerbünden, öh "Crews", und eine punknahe, politisch interessierte D.I.Y-Oldschoolszene.[…]Allerdings ist der „kommerzielle“ Hardcore dank „professionellen“ Bookingagenturen, welche versuchen, sich ein großes Stück vom HC-Kuchen abzuschneiden, leider im Vormarsch.“

Allerdings beschreiben sie auch, dass der Hardcore in Deutschland immer noch Spaß mache und gut organisiert sei. Dies machen sie zum Beispiel an Veranstaltern fest, die in der Lage sind, DIY-Shows zu organisieren.

## Diskografie

### EPs
- 2011: MMXI
- 2012: Renegades
- 2015: Liberation

### Alben
- 2013: Stray from the Path (Learn to Trust Records, Life Lair Regret Records, Start a Fire Records, Seven Eight Life Recordings)
- 2016: Incite & Conspire (End Hits Records)